# Ивановка (Зейский район)
В Амурской области также есть Ивановка в Завитинском районе и Ивановка в Ивановском районе.
Ива́новка — село в Зейском районе Амурской области России, административный центр сельского поселения Ивановский сельсовет.

## География
Расположено на левом берегу реки Уркан в 36 км западнее райцентра, города Зея. Дорога к селу идёт на северо-запад от автодороги областного значения Зея — Тыгда. Восточнее села находятся озёра Манегрское и Холодное.

## История
Основано в 1909 году переселенцами на берегу реки Уркан. Название села связано с именем землемера Ивана Яцука, который проводил межевание земель для первых поселенцев. В начале XX века здесь были построены первые дома, положившие начало развитию населённого пункта.

## Население
| 2002 | 2010 | 2012 | 2013 | 2014 | 2015 | 2016 |
| ---- | ---- | ---- | ---- | ---- | ---- | ---- |
| 474  | ↗504 | ↘500 | ↘498 | ↗499 | ↘364 | ↘316 |
| 2017 | 2018 | 2021 |      |      |      |      |
| ↘301 | ↘297 | ↘232 |      |      |      |      |

По данным переписи 1926 года по Дальневосточному краю, в Ивановке числилось 85 хозяйств и 396 жителей (210 мужчин и 186 женщин), из которых преобладающая национальность — украинцы (66 хозяйств).

## Наводнение
21 июля 2013 года произошло наводнение. В селе было подтоплено 149 домов и объекты инфраструктуры — фельдшерско-акушерский пункт, здание администрации села, дом культуры, детский сад, почта, котельная.